# Marianna Davis
Marianna Davis (nacida el 1 de diciembre de 1972) es una política, exciclista paralímpica y esquiadora estadounidense.

## Biografía
Marianna nació en Sun Valley, Idaho. Fue una esquiadora junior de alto rango y estaba a punto de ser nombrada para el equipo de esquí de los EE. UU. cuando un accidente a la edad de dieciséis años la dejó paralizada del pecho hacia abajo. Continuó compitiendo y también se graduó de laUniversidad Stanford en 1995.

## Carrera
Ha viajado y competido en varias disciplinas. Ganó la medalla de bronce en eslalon en los Juegos Paralímpicos de Invierno de 1998 en Nagano, Japón. En 2000, fue Campeona del Mundo en Eslalon Gigante en Anzere, Suiza. Ganó tres medallas de plata compitiendo en los Juegos Paralímpicos de Invierno de 2002 en Salt Lake City, Utah (cuesta abajo, super G, eslalon gigante). Se retiró del esquí en 2002. El 1 de junio de 2002, se encontraba en el equipo de cuatro escaladores discapacitados que alcanzaron la cima de los 14 179 pies (4321,8 m) del   Monte Shasta en California. Fue la primera parapléjica en escalar un pico mayor a 14,000 pies. El viaje fue posible mediante el uso de un Snowpod, que es una moto de nieve de seguimiento manual diseñada por Pete Rieke. Fue  galardonada con el Premio Atleta discapacitado del año por Endurance Sports en 2002 y con el Premio del Presidente del COi como Atleta con discapacidad 2004.  
Comenzó a practicar el ciclismo de mano en 2010 y fue nombrada miembro del equipo nacional de paraciclismo de EE. UU. El 7 de septiembre de 2012 ganó tres medallas de oro en los Juegos Paralímpicos de Verano de 2012 por la carrera individual H1-3, relevo por equipos H1-4 y contrarreloj individual H1-2. En agosto de 2013, ganó el primer lugar en la carrera de ruta y contrarreloj en la Copa Mundial de ciclismo en ruta UCI en Baie-Comeau.
En enero de 2018, anunció su candidatura para la Legislatura de Idaho, para servir al Distrito Legislativo 26 de Idaho.